# 3-(4-(4-(3-Metilfenil)-1-piperazinil)butil)-2,4-imidazolidinedion
3-(4-(4-(3-Metilfenil)-1-piperazinil)butil)-2,4-imidazolidinedion je antagonist alfa adrenergičkog receptora.